# Samuel C. C. Ting
Samuel Čao Čung Ting (kitajščina: 丁肇中; pinjin: Dīng Zhàozhōng), ameriški fizik, * 27. januar 1936, Ann Arbor, Michigan, ZDA.
Ting je leta 1976 prejel Nobelovo nagrado za fiziko »za pionirsko delo pri odkritju težkega osnovnega delca J/Ψ nove vrste.«
1. 1 2  Тинг Сэмюэл // Большая советская энциклопедия: [в 30 т.] — 3-е изд. — Moskva: Советская энциклопедия, 1969.
2. ↑  Encyclopædia Britannica